# Ladislav Sitenský
Ladislav Sitenský (né à Prague le 7 août 1919 – mort à Prague le 14 novembre 2009) est un photographe tchèque. Il est célèbre pour ses photographies de la Seconde Guerre mondiale prises alors qu’il était un technicien pour l’aile tchèque de la Royal Air Force.
L'astéroïde (5998) Sitenský porte son nom.

## Source
- (en) Cet article est partiellement ou en totalité issu de l’article de Wikipédia en anglais intitulé « Ladislav Sitenský » (voir la liste des auteurs).